# Sjællands Universitetshospital, Køge
Sjællands Universitetshospital, Køge tidligere Køge Sygehus er et sygehus i Ølby ved Køge. Før kommunalreformen, hvor det hørte under Roskilde Amt, bar det navnet Roskilde Amts Sygehus Køge, forkortet RASK.
Sjællands Universitetshospital, Køge er et af fire sygehuse i Region Sjælland, som har en akutafdeling, der er specialiseret i hurtig behandling af akut og opståede sygdomme.

## Specialer
Sjællands Universitetshospital, Køge har også en række specialiserede behandlingstilbud, hvor patienter ofte henvises fra hele Region Sjælland:
- En rygklinik til patienter med for eksempel gigt og diskusprolaps.
- Et fedmecenter, der tilbyder operation til patienter med svær overvægt.
- En øre-, næse- og halskirurgisk funktion, der blandt andet udreder patienter med kræft i hals, kæbe og svælg.
- Inden for hormonsygdomme tilbydes behandling til patienter med diabetes.
- Inden for mave- og tarmsygdomme tilbydes specialiseret medicinsk behandling.

Sjællands Universitetshospital, Køge har endvidere en enhed for Tværfaglig Udredning og Behandling, hvor patienter får foretaget alle undersøgelser efter princippet ”Samme dag under samme tag”.
På Sjællands Universitetshospital, Køge er forskning prioriteret meget højt på tværs af alle afdelinger. Forskningen foregår i samarbejde med andre forskningsinstitutioner i Danmark og forskere fra både ind- og udland.
Sjællands Universitetshospital, Køge er desuden et stort uddannelsessted for mange forskellige faggrupper. Fra læge- og sygeplejerskestuderende til social- og sundhedsassistenter, bioanalytikere, reddere, serviceassistenter m.fl.
Det nuværende bygningskompleks er bygget i perioden 1983-1988  og indviet januar 1989. Det blev opført i to etager og er opbygget omkring en nord-syd-gående foyer, der giver adgang til sengeafdelinger og behandlingsafsnit.
Byens første rigtige sygehus blev taget i brug 16. november 1902 på det nuværende Sygehusvej. Placeringen i dag stammer fra det sygehus, der blev opført i 1889 på det daværende Belligegårds marker nordvest for byen.
Blandt afdelingerne på Sjællands Universitetshospital, Køge kan nævnes Center for Muskelforskning som er det eneste af sin art i Danmark, samt Øre-Næse-Halskirurgisk Afdelingen som har over 15.000 patienter om året.
Regionsrådet i Region Sjælland vedtog 16. marts 2010 at lade regionens kommende hovedsygehus placere her.
I juni 2013 blev et konsortium med Arkitektfirmaet C. F. Møller i spidsen, kåret som vinderen af en arkitektkonkurrence om udvidelsen. Sjællands Universitetshospital, Køge skal stå klar i 2020 udvidet fra det nuværende 57.000 m² til 177.000 m².
Den 4. marts 2016 skiftede Køge Sygehus navn til Sjællands Universitetshospital, Køge.

## Sjællands Universitetshospital fra 2022
Sjællands Universitetshospital, Køge bliver i disse år udvidet og moderniseret, så det bliver cirka tre gange så stort som i dag, og bliver fra 2022 centrum for al specialiseret behandling i hele regionen.
Alle behandlingstilbud i dag fortsætter, og samtidig udvides med nye, specialiserede afdelinger. Der opbygges også nye tilbud, som for eksempel hjerte- og lungekirurgi.
Derudover vil Sjællands Universitetshospital tage sig af:
- Hjertesygdomme, herunder kirurgisk behandling, ballonudvidelser og anlæggelse af pacemakere
- Hjerne- og nervesygdomme (blodprop i hjernen, demens, epilepsi og sklerose)
- Kræftsygdomme (behandlinger på et højt specialiseret niveau og i et tæt samarbejde med Rigshospitalet og Odense Universitetshospital)
- Blodsygdomme (typisk længerevarende behandlinger for blandt andet lymfeknudekræft, leukæmi og knoglemarvskræft)

Sygehuset bliver på 130.000 m² nybyggeri. Der er 54.000 m² eksisterende byggeri. Prisen er 4,1 mia. kr.

## Alle afdelinger
- Anæstesiologisk Afdeling[6]
  - Intensiv Afdeling
  - Opvågning
  - Smertecenter
  - Sterilcentral
  - Anæstesiafsnittet
- Arbejdsmedicinsk Afdeling
- Kirurgisk Afdeling
  - Sengeafsnit A1, A2
- Klinisk Biokemisk Afdeling
  - Blodbanken
  - Center for Muskelforskning
- Klinisk Fysiologisk/nuklearmedicin
- Medicinsk Afdeling
- Ortopædkirurgisk Afdeling
- Reumatologisk Afdeling
- Røntgenafdeling
- Skadestue
- Akutmodtagelse
- Øre-næse-halskirurgisk Afdeling
  - Ambulatorium – ONH
  - Audiologisk Klinik

## Eksterne links
- Skråfoto fra Dataforsyningen